# Голицино
Голицино (рус. Голицыно) град је у Русији у Московској области. Према попису становништва из 2010. у граду је живело 17593 становника.

## Становништво
| 1959.  | 1970.  | 1979.  | 1989.  | 2002.  | 2010.  |
| ------ | ------ | ------ | ------ | ------ | ------ |
| 11.503 | 12.638 | 21.319 | 23.315 | 16.189 | 17.593 |